# Adrian Pošechonský
Svatý Adrian Pošechonský († 5. března 1550, Rostov) byl ruský pravoslavný duchovní, igumen, mučedník a divotvorce.

## Život
Narodil se na počátku 16. století v Rostově. Stal se diákonem v Kornilievo-Komelském monastýru. Maloval také ikony, které se dodnes nachází v monastýru.
Tehdejší igumen Lavrentij požehnal jemu a poslušníku Leonidu aby spolku odešli žít do poustevny v Pošechonském újezdu (dnes Pošechonský rajón v Jaroslavské oblasti). Odešli a 13. září 1539 se usadili v lese.
Postupně se k nim připojovali další a Adrian a Leonid odešli do Moskvy požádat metropolitu Makaria o chrámovou listinu. Adrian byl povýšen na igumena budoucího monastýru.
Dne 31. května 1543 byl vysvěcen chrám monastýru na počest Zesnutí přesvaté Bohorodice. Po postavení chrámu zemřel jeho společník Leonid.
V noci na 6. března 1550 přišli do nedokončeného monastýru ozbrojení obyvatelé sousední vesnice Bělogo a igumena Adriana zavraždili. Tělo bylo nalezeno až roku 1596.